# Mar y arena
«Mar y arena» es el primer sencillo del álbum Sagitario grabado por la cantante mexicana Ana Gabriel.
Este sencillo fue lanzado en 1986 por Benny Faconne, quien obtuvo reconocimientos por su álbum y lograse el 5° lugar en el otrora famoso Festival de la OTI.
La canción pertenece a la discográfica 'Sony Music Entertainment' y el sencillo fue dirigido por Eduardo Lalo Rodríguez y K.C. Porter.

## Reconocimientos
«Mar y Arena» al hacer parte del álbum Sagitario logró que Ana Gabriel se consolidara como cantautora en varios países latinoamericanos, entre ellos Colombia donde ya ha ganado dos discos de oro.